# Liste der Monuments historiques in Saint-Jean-Saverne
Die Liste der Monuments historiques in Saint-Jean-Saverne führt die Monuments historiques in der französischen Gemeinde Saint-Jean-Saverne auf.

## Liste der Bauwerke
| Bezeichnung                      | Beschreibung                                                                | Standort                                 | Kennzeichnung | Schutzstatus | Datum | Bild           |
| -------------------------------- | --------------------------------------------------------------------------- | ---------------------------------------- | ------------- | ------------ | ----- | -------------- |
| Kreuzigungsgruppe                | Sandstein, bezeichnet 1749                                                  | Rue de la Fôret, auf dem Friedhof (Lage) | PA00084920    | Inscrit      | 1937  |                |
| Kirche St-Jean-Baptiste          | ehemalige Abteikirche; Pfeilerbasilika, 12. Jahrhundert                     | Rue de l’Église (Lage)                   | PA00084921    | Classé       | 1840  | weitere Bilder |
| Kultstätten am Mont Saint-Michel | Höhle (Grotte des Fées), Becken (École des Sorcières) und Kapelle St-Michel | nördlich des Ortes (Lage)                | PA00125221    | Inscrit      | 1993  | weitere Bilder |

## Liste der Objekte
| Bezeichnung                                            | Beschreibung | Standort                              | Kennzeichnung | Schutzstatus | Datum | Bild           |
| ------------------------------------------------------ | --- | ------------------------------------- | ------------- | ------------ | ----- | -------------- |
| Skulptur Heiliger Benedikt                             | Holz, farbig gefasst, vermutlich aus dem 18. Jahrhundert                                                               | in der Kirche St-Jean-Baptiste (Lage) | PM67001742    | Inscrit      | 1977  |                |
| Skulptur Heilige Scholastika                           | Holz, farbig gefasst und vergoldet, um 1800                                                                            | in der Kirche St-Jean-Baptiste (Lage) | PM67001749    | Inscrit      | 1977  |                |
| Skulptur Auferstandener Christus                       | Holz, farbig gefasst und vergoldet                                                                                     | in der Kirche St-Jean-Baptiste (Lage) | PM67001751    | Inscrit      | 1977  |                |
| Gemälde Alois von Gonzaga                              | Ölfarbe auf Leinwand, Holzrahmen, Anfang des 19. Jahrhunderts                                                          | in der Kirche St-Jean-Baptiste (Lage) | PM67001754    | Inscrit      | 1977  |                |
| Skulptur Haupt von Johannes dem Täufer                 | Reliquiar; Holz, farbig gefasst, vermutlich aus dem 19. Jahrhundert                                                    | in der Kirche St-Jean-Baptiste (Lage) | PM67001755    | Inscrit      | 1977  |                |
| Kanzel                                                 | Holz, farbig gefasst und vergoldet, sowie Sandstein, zweite Hälfte des 18. Jahrhunderts                                | in der Kirche St-Jean-Baptiste (Lage) | PM67000257    | Classé       | 1969  | weitere Bilder |
| Gemälde Porträt der Äbtissin Odilia von Payrimhof      | Ölfarbe auf Leinwand, vergoldeter Holzrahmen, nach 1756                                                                | in der Kirche St-Jean-Baptiste (Lage) | PM67001362    | Inscrit      | 1977  |                |
| Skulptur Heilige Agatha                                | Holz, farbig gefasst und vergoldet, um 1621                                                                            | in der Kirche St-Jean-Baptiste (Lage) | PM67001743    | Inscrit      | 1977  |                |
| Skulptur Heiliges Grab                                 | Holz, farbig gefasst und vergoldet, um 1621                                                                            | in der Kirche St-Jean-Baptiste (Lage) | PM67001750    | Inscrit      | 1977  |                |
| Pietà                                                  | Holz, farbig gefasst und vergoldet; Madonna aus dem 14. Jahrhundert, Christus um 1621                                  | in der Kirche St-Jean-Baptiste (Lage) | PM67000254    | Classé       | 1969  |                |
| Kruzifix                                               | Holz, farbig gefasst und vergoldet, 1765                                                                               | in der Kirche St-Jean-Baptiste (Lage) | PM67000258    | Classé       | 1969  |                |
| Skulptur Heiliger Benedikt                             | Holz, farbig gefasst und vergoldet, um 1800                                                                            | in der Kirche St-Jean-Baptiste (Lage) | PM67001748    | Inscrit      | 1977  |                |
| Skulptur Mariä Himmelfahrt                             | Holz, farbig gefasst und vergoldet, vermutlich aus dem 18. Jahrhundert                                                 | in der Kirche St-Jean-Baptiste (Lage) | PM67001752    | Inscrit      | 1977  |                |
| Kreuzigungsgruppe                                      | Holz, farbig gefasst, 18. Jahrhundert                                                                                  | in der Kirche St-Jean-Baptiste (Lage) | PM67000253    | Classé       | 1969  |                |
| Skulptur Maria Immaculata                              | Holz, farbig gefasst, versilbert und vergoldet, 18. Jahrhundert                                                        | in der Kirche St-Jean-Baptiste (Lage) | PM67000255    | Classé       | 1969  |                |
| Gemälde Marienkrönung                                  | Ölfarbe auf Holz, Holzrahmen, um 1610                                                                                  | in der Kirche St-Jean-Baptiste (Lage) | PM67000256    | Classé       | 1969  |                |
| Kelch und Patene                                       | Silber, vergoldet, 1725 oder 1736                                                                                      | in der Kirche St-Jean-Baptiste (Lage) | PM67000261    | Classé       | 1969  |                |
| Skulptur Heilige Scholastika                           | Holz, farbig gefasst, vermutlich aus dem 18. Jahrhundert                                                               | in der Kirche St-Jean-Baptiste (Lage) | PM67001744    | Inscrit      | 1977  |                |
| Skulptur Johannes der Täufer                           | Holz, farbig gefasst, Anfang des 17. Jahrhunderts                                                                      | in der Kirche St-Jean-Baptiste (Lage) | PM67001746    | Inscrit      | 1977  |                |
| Tabernakel                                             | Holz, farbig gefasst und vergoldet, 18. Jahrhundert                                                                    | in der Kirche St-Jean-Baptiste (Lage) | PM67001753    | Inscrit      | 1977  |                |
| Zwei Seitenaltäre                                      | Johannesaltar und Marienaltar; jeweils Altartisch, Retabel und Skulpturen; Holz, farbig gefasst und vergoldet, um 1770 | in der Kirche St-Jean-Baptiste (Lage) | PM67000251    | Classé       | 1969  |                |
| Hauptaltar                                             | Altartisch und Tabernakel; Sandstein und Holz, farbig gefasst und vergoldet, 1763                                      | in der Kirche St-Jean-Baptiste (Lage) | PM67000252    | Classé       | 1969  | weitere Bilder |
| Orgel                                                  | 1747 von Johann Andreas Silbermann gebaut                                                                              | in der Kirche St-Jean-Baptiste (Lage) | PM67001081    | Classé       | 1969  | weitere Bilder |
| Orgelprospekt und Emporenbrüstung                      | 1747 von Johann Andreas Silbermann gebaut, mehrfach verändert                                                          | in der Kirche St-Jean-Baptiste (Lage) | PM67000259    | Classé       | 1969  | weitere Bilder |
| Zehn Wandteppiche                                      | Wolle, Baumwolle und Seide, erste Hälfte des 16. Jahrhunderts; zwei Teppiche gestohlen                                 | in der Kirche St-Jean-Baptiste (Lage) | PM67000260    | Classé       | 1969  | weitere Bilder |
| Zwei Büsten: Heiliger Benedikt und Heilige Scholastika | Holz, farbig gefasst, 18. Jahrhundert                                                                                  | in der Kirche St-Jean-Baptiste (Lage) | PM67001363    | Inscrit      | 1977  |                |
| Skulptur einer Heiligen                                | Holz, farbig gefasst, vermutlich aus dem 16. Jahrhundert                                                               | in der Kirche St-Jean-Baptiste (Lage) | PM67000262    | Classé       | 1977  |                |
| Gemälde Ansicht der Abtei St-Jean                      | Ölfarbe auf Leinwand, Holzrahmen, 1740                                                                                 | in der Kirche St-Jean-Baptiste (Lage) | PM67000263    | Classé       | 1977  | weitere Bilder |
| Gemälde Taufe Christi                                  | Ölfarbe auf Leinwand, vergoldeter Holzrahmen, um 1763 von Johann Wolfgang Hauwiller                                    | in der Kirche St-Jean-Baptiste (Lage) | PM67000264    | Classé       | 1977  |                |
| Skulptur Johannes der Täufer                           | Sandstein, vermutlich aus dem 18. Jahrhundert                                                                          | in der Kirche St-Jean-Baptiste (Lage) | PM67001745    | Inscrit      | 1977  |                |
| Skulptur einer Heiligen                                | Holz, farbig gefasst, Anfang des 17. Jahrhunderts                                                                      | in der Kirche St-Jean-Baptiste (Lage) | PM67001747    | Inscrit      | 1977  |                |